# Biegi narciarskie na Zimowych Igrzyskach Olimpijskich 2010 – sztafeta sprinterska kobiet
Sztafeta sprinterska kobiet na Zimowych Igrzyskach Olimpijskich 2010 została rozegrana 22 lutego w Whistler Olympic Park w Whistler. Złoto wywalczyły Niemki – Evi Sachenbacher-Stehle i Claudia Nystad. Reprezentacja Polski w składzie: Kornelia Marek i Sylwia Jaśkowiec dotarła do finału, zajmując w nim dziewiąte miejsce. Po zakończeniu igrzysk we krwi Marek wykryto środki dopingujące, w wyniku czego Polki zostały zdyskwalifikowane.

## Wyniki

### Półfinały
Półfinał 1
| Pozycja | Nr | Kraj | Zawodniczki                            | Czas    | Strata  | Uwagi |
| ------- | -- | ---- | -------------------------------------- | ------- | ------- | ----- |
| 1.      | 6  | FRA  | Karine Philippot Laure Barthélémy      | 18:42,2 |         | Q     |
| 2.      | 1  | ITA  | Magda Genuin Arianna Follis            | 18:43,0 | +0,8    | Q     |
| 3.      | 3  | GER  | Evi Sachenbacher-Stehle Claudia Nystad | 18:43,5 | +1,3    | Q     |
| 4.      | 8  | POL  | Kornelia Marek Sylwia Jaśkowiec        | 18:44,1 | +1,9    | q     |
| 5.      | 4  | RUS  | Irina Chazowa Natalja Korostielowa     | 18:48,0 | +5,8    | q     |
| 6.      | 2  | FIN  | Riitta-Liisa Roponen Riikka Sarasoja   | 18:53,8 | +11,6   | q     |
| 7.      | 5  | JPN  | Nobuko Fukuda Madoka Natsumi           | 19:51,7 | +1:09,5 |       |
| 8.      | 9  | UKR  | Kateryna Hryhorenko Maryna Ancybor     | 19:55,6 | +1:13,4 |       |
| 9.      | 7  | SUI  | Bettina Gruber Silvana Bucher          | 20:04,6 | +1:22,4 |       |

Półfinał 2
| Pozycja | Nr | Kraj | Zawodniczki                          | Czas    | Strata  | Uwagi |
| ------- | -- | ---- | ------------------------------------ | ------- | ------- | ----- |
| 1.      | 12 | SWE  | Charlotte Kalla Anna Haag            | 18:35,9 |         | Q     |
| 2.      | 11 | NOR  | Astrid Jacobsen Celine Brun-Lie      | 18:47,2 | +11,2   | Q     |
| 3.      | 16 | USA  | Caitlin Compton Kikkan Randall       | 18:48,9 | +13,0   | Q     |
| 4.      | 14 | CAN  | Daria Gaiazova Sara Renner           | 18:54,9 | +19,0   | q     |
| 5.      | 10 | SLO  | Katja Višnar Vesna Fabjan            | 18:58,9 | +23,0   |       |
| 6.      | 15 | KAZ  | Oksana Jacka Jelena Kołomina         | 19:33,6 | +57,7   |       |
| 7.      | 17 | BLR  | Jekatierina Rudakowa Wolha Wasilonak | 19:52,3 | +1:16,4 |       |
| 8.      | 13 | EST  | Triin Ojaste Kaija Udras             | 20:02,2 | +1:26,3 |       |
| 9.      | 18 | CHN  | Man Dandan Li Hongxue                | 20:02,7 | +1:26,8 |       |

### Finał
| Pozycja | Nr | Kraj | Zawodniczki                            | Czas    | Strata  |
| ------- | -- | ---- | -------------------------------------- | ------- | ------- |
|         | 3  | GER  | Evi Sachenbacher-Stehle Claudia Nystad | 18:03,7 |         |
|         | 12 | SWE  | Charlotte Kalla Anna Haag              | 18:04,3 | +0,6    |
|         | 4  | RUS  | Irina Chazowa Natalja Korostielowa     | 18:07,7 | +4,0    |
| 4.      | 1  | ITA  | Magda Genuin Arianna Follis            | 18:14,2 | +10,5   |
| 5.      | 11 | NOR  | Astrid Jacobsen Celine Brun-Lie        | 18:32,8 | +29,1   |
| 6.      | 16 | USA  | Caitlin Compton Kikkan Randall         | 18:51,6 | +47,9   |
| 7.      | 14 | CAN  | Daria Gaiazova Sara Renner             | 18:51,8 | +48,1   |
| 8.      | 2  | FIN  | Riitta-Liisa Roponen Riikka Sarasoja   | 18:56,6 | +52,9   |
| 9.      | 6  | FRA  | Karine Philippot Laure Barthélémy      | 19:04,2 | +1:00,5 |
| DSQ     | 8  | POL  | Kornelia Marek Sylwia Jaśkowiec        | 18:59,1 | +55,4   |